# Villa Nueva (Guatemala)
Villa Nueva és una ciutat multifuncional a Guatemala circumscrita dins el Departament de Guatemala, forma part de l' Àrea Metropolitana de Guatemala i és la segona ciutat més poblada de país només superada per la Ciutat de Guatemala i la sisena ciutat més poblada de l'Amèrica Central. Vila Nova se situa dins de les cinc ciutats més competitives i importants de país des 2019 segons l'Índex de Competitivitat Local presentat per la Fundació per al Desenvolupament de Guatemala (FUNDESA) obtenint un ICL de 70.22 pts situant-se en el nivell que hi ha les ciutats de Colòmbia, Mèxic i Xile, a més Vila Nova aquesta dins dels tres municipis que lideren el potencial productiu en la regió i obté el cinquè lloc entre els millors municipis per fer negocis a Guatemala. La població estimada per la municipalitat és d'aproximadament un milió i mig per al 2015 i segons l' Institut Nacional d'Estadística de Guatemala és de 618 397 habitants, actualment sumant el total de l'Àrea Metropolitana de Guatemala s'arriba a un estimat de 5 103 685 el que inclou a Vila Nova dins de la aglomeració urbana més poblada i extensa de l'Amèrica Central.Es va fundar el 17 d'abril de 1763, molt abans que Guatemala declarés la seva independència de l'Imperi espanyol. L'economia local depèn en gran manera de la indústria, ja que el municipi compta amb unes 100 fàbriques que produeixen productes com ara tèxtils, articles metal·lúrgics i plàstics.